# レナード・ジェームス・ロジャース

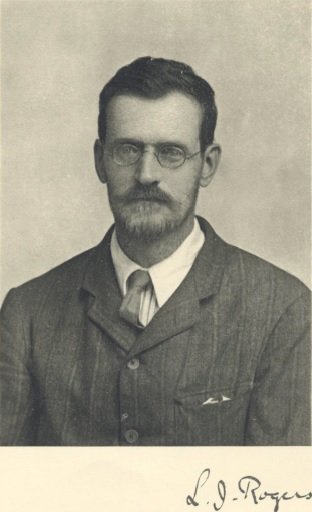
レナード・ジェームス・ロジャース

レナード・ジェームス・ロジャース（英: Leonard James Rogers、1862年3月30日 - 1933年9月12日、FRS）は、イギリスの数学者。ロジャースはロジャーズとも書く。ロジャース＝ラマヌジャン恒等式やヘルダーの不等式を発見した。ロジャース–アスキー–イスマエル多項式やロジャース–セゲー多項式は彼から名づけられている。

## 生い立ちと教育
ロジャースは、ソロルド・ロジャースとソロルドの2人目の妻アン・レイノルズ（Anne Reynolds）の次男として、オックスフォードに生まれた。兄はアニー・ロジャースである。彼はベリオール・カレッジで学び、1884年に学士及び音楽学士として、1887年に文学修士として卒業した。

## アカデミア
1885年からウォドム・カレッジ の講師として働き始める。
1888年、リーズ大学の数学教授に抜擢されたが、1919年、体調不良を理由に退職した。
ロジャースは主に微分不変量理論における逆数の研究をした。その後、特殊関数論の道へ進み、ロジャース＝ラマヌジャン恒等式を予想した。1920年の後は、幾何学にも興味を持ち、Mathematical Gazetteにフォイエルバッハの定理の拡張であるロジャースの定理や、マルファッティの問題など幾何学の問題を発表した。

## 受賞
1924年、王立協会フェローとなった。

## 死没
1933年9月12日、オックスフォードで、71年の生涯を終えた。

## 出版物
- Rogers, L. J. (February 1888), “An extension of a certain theorem in inequalities”, Messenger of Mathematics, New Series XVII (10):  145–150, JFM 20.0254.02,  オリジナルのAugust 21, 2007時点におけるアーカイブ。. ヘルダーの不等式について言及した最初の論文。
- Rogers, L. J. (April 12, 1894), “Second Memoir on the Expansion of certain Infinite Products”, Proceedings of the London Mathematical Society, s1 25 (1):  318–343, doi:10.1112/plms/s1-25.1.318, JFM 25.0432.01[リンク切れ] Alt URL. ロジャース＝ラマヌジャン恒等式に言及した最初の論文。
- Rogers, L. J. (1930). “953. A Generalisation of Feuerbach's Theorem”. The Mathematical Gazette 15 (207):  111–112. doi:10.2307/3607416. ISSN 0025-5572. フォイエルバッハの定理の一般化を示した論文。